# Xã Pleasant Grove, Quận Brule, Nam Dakota
Xã Pleasant Grove (tiếng Anh: Pleasant Grove Township) là một xã thuộc quận Brule, tiểu bang Nam Dakota, Hoa Kỳ. Năm 2010, dân số của xã này là 41 người.